# Le Cyrano des champs

Le Cyrano des champs est un film documentaire français réalisé par Dominique Choisy et sorti en octobre 2024.

## Synopsis
Depuis les années 1960, Le Cyrano, petit cinéma à salle unique perché sur une colline de Crécy-en-Ponthieu, résiste fièrement en tant que dernier lieu culturel de cette commune picarde de 1400 habitants. Après la pandémie de Covid-19, cependant, la fréquentation chute drastiquement, menaçant la survie du cinéma. C’est alors qu’une vingtaine de bénévoles se mobilisent, offrant temps et énergie pour que Le Cyrano résiste aux épreuves du temps. Ce documentaire, tendre et joyeux, relate leur quotidien, leur passion pour le cinéma, et leur attachement profond à leur village, témoignant de leur combat pour préserver ce lieu unique au cœur de la communauté.

## Fiche technique
- Titre  : Le Cyrano des champs
- Réalisation et scénario : Dominique Choisy
- Image et son : Clément Jean-Pierre
- Sons additionnels : Clément Hess et Pierre D'Hoine
- Montage image : Leo Segala
- Montage son et mixage : Cédric Méganck
- Responsable de post-production : Elo Popieul
- Société de production : La Voie lactée
- Co-production : Pictanovo, la Région Hauts-de-France, le CNC - Centre national du cinéma et de l'image animée, Département de la Somme, de la Procirep et de l'Angoa.
- Pays d'origine : France
- Genre : Documentaire
- Durée : 52 minutes[2]
- Date de sortie : France - 3 octobre 2024

## Autour du film
- Le Cyrano des champs sera diffusé le jeudi 3 octobre à 22h30 sur France tv France 3 Hauts-de-France, France 3 Picardie, France 3 Nord Pas-de-Calais, puis sera disponible en streaming sur le site de FranceTV[3].